# Tricentrus basalis
Tricentrus basalis är en insektsart som beskrevs av Walker. Tricentrus basalis ingår i släktet Tricentrus och familjen hornstritar. Inga underarter finns listade i Catalogue of Life.